# Mahmud Jibril
Mahmud Jibril (arabiska: محمود جبريل), även Mahmoud Gebril ElWarfally, född 28 maj 1952 i Libyen, död 5 april 2020 i Kairo i
Egypten, var en libysk politiker som var tillförordnad premiärminister och utrikesminister under 2011. 
Jibril utexaminerades 1975 från Universitetet i Kairo. Fem år senare avlade han sin master vid University of Pittsburgh och år 1985 doktorsexamen. Jibril undervisade länge vid University of Pittsburgh. Han kommer från Libyens största stam Warfalla.
Han var landets tillförordnade premiärminister under det libyska inbördeskriget och var därefter en av de ledande politikerna i Nationella libyska rådet.
I parlamentsvalet i Libyen 2012 ledde Jibril den segrande valkoalitionen Nationella styrkealliansen.
Jibril avled den 5 april 2020 på Ganzouri-sjukhuset i Kairo där han vårdats för hjärtproblem och även testats positiv för Covid-19.